# 克羅克特鎮區 (阿肯色州阿肯色縣)
克羅克特鎮區（英語：Crockett Township）是位於美國阿肯色州阿肯色縣的一個行政鎮區。

## 地方資料
克羅克特鎮區的面積為105.29平方千米，當中陸地面積為102.44平方千米，而水域面積為2.85平方千米。根據2010年美國人口普查的數據，當地共有人口104人，而人口密度為每平方千米0.99人。